# راسم (اسم)
راسم هو اسم علم مذكر من أصل عربي، ومعناه هو الماء الجاري، الإبل السائرة بسرعة، الحسن، المشي المنظم للأمور.

## الأصل اللغوي
1. راسم: (اسم)
  - راسم : فاعل من رَسَمَ
2. راسِم: (اسم)
  - الجمع : راسمون و رَواسِمُ ، المؤنث : راسمة ، و الجمع للمؤنث : راسمات و رَواسِمُ
  - اسم فاعل من رسَمَ1/ رسَمَ بـ/ رسَمَ على ورسَمَ
  - الرّاسِمُ : الماء الجاري والجمع : روَاسِم
  - راسمة القلب: جهاز يسجِّل نبضات القلب بيانيًّا
  - راسم الأشكال/ راسم السُّطوح: عنصر هندسيّ يقوم بتوليد رسم هندسيّ خاصَّة تكوين خط مستقيم يشكِّل سطحًا بانتقاله بطريقة معينة
3. رَسَم: (اسم)
  - الرَّسَمُ : حسن المشي
4. رَسَمَ: (فعل)
  - رسَمَ / رسَمَ بـ / رسَمَ على يَرسُم ويَرْسِم ، رَسْمًا ، فهو راسم ، والمفعول مَرْسوم
  - رسَم الشَّيءَ :خطّه رسَم مُربَّعًا/ صورةً/ شكلاً،
  - رسَم الكتابَ: كتبه
  - رسَم تصوُّرًا: أعدّ خطةً أو نموذجًا أو تصميمًا لتنفيذ شيء
  - رَسمَ لَهُ خُطَّةَ العَمَلِ : وَصَفَهَا لَهُ
  - رَسَمَ الْمَطَرُ الدِّيَارَ : عَفَاها وَأبْقَى أثَرَهَا مَرْسُوماً لاَحِقاً بِالأَرْضِ
  - رَسَمَ في الأَرْضِ : غَابَ فِيهَا
  - رَسَمَهُ الأُسْقُفُ : أعْطَاهُ دَرَجَةً كَهَنُوتِيَّةً، مَصْدَرُهُ رِسَامَةٌ
  - رسَم له بكذا: كتَب له قرارًا (ملكيًّا، جمهوريًّا، أميريًّا)
  - رسَمَتِ النَّاقةُ رَسِيماً: عدت عدْواً فوقَ الذَّميل
  - رسَمَتِ النَّاقةُ: أَثَّرَتْ في الأَرض من شدَّة الوطء
  - رسَمَتِ فلانٌ رسَمَتِ رسْماً، ورَسَماناً: حَسُنَ مشيُه
  - رسَمَ نحوَه، رَسما: ذهب إِليه مُسْرَعاً
  - حرف مرسوم: يُكتب ولا يُنطق
5. رَسْم: (اسم)
  - رَسْم : مصدر رَسَمَ
6. رَسَّمَ: (فعل)
  - رسَّمَ يُرسِّم ، ترسيمًا ، فهو مُرسِّم ، والمفعول مُرسَّم
  - رسَّم الأسقُفُّ شخصًا: رَسَمه؛ أعطاه درجةً من درجات الكنيسة
  - رسَّم الثَّوْبَ: خطَّطه خطوطًا خفيَّة
  - رَسَّمَ الْمُوَظَّفَ: صَيَّرَهُ رَسْمِيّاً فِي وَظِيفَتِهِ
7. رَسم: (اسم)
  - الجمع : أَرْسُمٌ ، رُسُومٌ ، رُسُومَاتٌ
  - الرَّسْمُ : الأَثَرُ الباقي من الدَّارِ بعد أَن غَفَت
  - مالٌ تفرضه الدَّولة نظير خدمة تقدمها للأفراد
  - برَسْم البيع: مَعروضٌ للبيع،
  - بوَّابة الرُّسوم: بوَّابة تمنع المرور إلى أن تدفع رسم المرور،
  - رسم الخِدْمةِ في المطاعم والفنادق: أجرة إضافيَّة للخِدْمة تضاف للأجرة الرئيسيَّة، مبلغ محدَّد يضاف إلى الفاتورة في ملهى ليليّ أو مطعم لقاء الترفيه والخِدْمة،

## شخصيات تحمل الاسم
- راسم الجميلي (ممثل عراقي، 1938 – 1 ديسمبر 2007)
- راسم العوادي (سياسي عراقي)
- راسم باشاك (لاعب كرة سلة تركي، 17 فبراير 1980 – )
- راسم بالاييف (ممثل أذربيجاني، 8 أغسطس 1948 – )
- راسم بدران (مهندس معماري أردني، 1945[4][5] – )
- راسم رشدي ( – 1986)
- راسم فخري

## وصلات خارجية
- موسوعة السلطان قابوس لأسماء العرب نسخة محفوظة 5 أبريل 2019 على موقع واي باك مشين.